# ヴァラ・フロサドッティル
ヴァラ・フロサドッティル（Vala Flosadóttir、1978年2月16日 - ）は、アイスランドの陸上競技選手。2000年シドニーオリンピックの銅メダリストである。

## 経歴
フロサドッティルは女子棒高跳の選手である。全盛期は1990年代後半で、このころ、5回のジュニア世界新と、2回の室内世界新記録を樹立した。数多くの試合に出場した中で、最高のパフォーマンスを見せたのが2000年のシドニーオリンピックである。この大会から正式種目となった女子棒高跳で、4.50mの自己ベストを記録し、アイスランドに16年ぶりのオリンピックのメダルをもたらした。

## 自己ベスト
- 棒高跳 - 4.50m (2000年)
- 走高跳 - 1.82m (1996年)
- 走幅跳 - 5.69m (2003年)
- 砲丸投 - 13.04m (2004年)
- 七種競技 - 4911点 (1996年)

## 主な実績
| 年   | 大会                     | 場所                         | 種目   | 結果 | 記録  |
| ---- | ------------------------ | ---------------------------- | ------ | ---- | ----- |
| 1996 | ヨーロッパ室内陸上選手権 | ストックホルム(スウェーデン) | 棒高跳 | 1位  | 4.16m |
| 1998 | ヨーロッパ室内陸上選手権 | バレンシア(スペイン)         | 棒高跳 | 3位  | 4.40m |
| 1999 | 世界室内陸上選手権       | 前橋(日本)                   | 棒高跳 | 2位  | 4.45m |
| 2000 | オリンピック             | シドニー(オーストラリア)     | 棒高跳 | 3位  | 4.50m |